# Argo (film)
Argo je americký thriller z roku 2012 režírovaný Benem Affleckem, který si v něm také zahrál hlavní roli. Film obdržel Oscara i Zlatý glóbus v kategorii nejlepší film a Affleck získal Zlatý glóbus za nejlepší režii.
Snímek představuje adaptaci knihy The Master of Disguise (Mistr přetvářky), jejímž autorem je agent CIA Tony Mendez. Staví také na článku Joshuaha Bermana nazvaném „The Great Escape“ (Slavný útěk), jenž v roce 2007 vyšel v časopise Wired.
Agent Mendez vede záchranu šesti amerických diplomatů z íránské metropole Teheránu během krize amerických rukojmích v Íránu, která se odehrála roku 1979.

## Děj
Příběh je natočen na motivy skutečných událostí, ve skutečnosti však operace probíhala bez větších problémů.
Odehrává se během islámské revoluce v Íránu v roce 1979. Americká ambasáda je obsazena revolučními gardami a více než 50 Američanů je vzato jako rukojmí. Šestici se ovšem podaří uniknout a najít úkryt v rezidenci kanadského velvyslance v Teheránu. Situace je napjatá a americká vláda hledá způsob, jak zmíněnou šestici dostat ze země. Jsou navrhovány a zase zavrhovány různé plány. Nakonec expert CIA Tony Mendez (Ben Affleck) přijde s neobvyklým řešením – navrhne vytvoření „filmového štábu“, který by v Íránu hledal vhodné exotické lokace pro natáčení filmu, a Američané by pak odjeli z Íránu jako členové tohoto štábu.
Mendez začne spolupracovat s hollywoodskými filmaři a producenty, pro svůj fiktivní film si vyberou scénář sci-fi příběhu s názvem Argo, jsou angažováni herci a je zajištěna reklama filmu. Vytváří se tak odpovídající krytí, které musí obstát při prověření íránským režimem. Mendez se vydává do Íránu, navazuje kontakt s uprchlíky na kanadské ambasádě a nechává je naučit se fiktivní životní příběhy filmařů, za které se budou vydávat.
Když je vše připraveno, přichází Mendezovi pokyn, aby operaci zrušil. Rozhodne se rozkaz ignorovat a v kritický den s uprchlíky přichází na letiště, i když letenky se podaří zajistit až na poslední chvíli. Úspěšně projdou kontrolou, ač ji musí nesnadno přesvědčovat o tom, že skutečně chystají natáčení filmu. Chvíli poté se však revolučním gardám podaří sestavit portrét jednoho z uprchlíků, který získají ze skartovaných materiálů z americké ambasády, a jejich totožnost je tak prozrazena. Ozbrojená skupina okamžitě vyráží ke startujícímu letadlu, zadržet se jim ho ale nepodaří.

## Recenze
- ARGO – 80 % na Film CZ -